# Ordibehesht

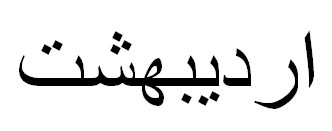
Es escrito de esta manera en árabe.

Ordibehesht es el segundo mes del calendario persa vigente en Irán y Afganistán. Tiene una duración de 31 días y suele comenzar el 21 de abril, si bien la intercalación de un día cada cuatro años provoca variaciones de uno o dos días respecto al calendario gregoriano. El 1 de ordibehesht de 1392 coincidió con el 21 de abril de 2013. Un año después, el 1 de ordibehesht de 1393 coincidirá con el 21 de abril de 2014.
En Afganistán, ordibehesht recibe el nombre árabe de Zawr (ثور, Tauro), término corriente también en la astrología tradicional del mundo islámico. Otros pueblos iranios que usan el calendario persa llaman a este mes Gulán (گوڵان, en kurdo), Dehmá (ده ما, en mazandaraní), Guayai (غویی, en pastún), etc.
Ordibehesht es el segundo mes de la primavera. Lo precede farvardín y lo sigue jordad.